# ルートヴィヒショルガスト
ルートヴィヒショルガスト（ドイツ語: Ludwigschorgast）は、ドイツ連邦共和国バイエルン州クルムバッハ郡（オーバーフランケン行政管区）に属する市場町で、ウンターシュタイナハ行政共同体の一員である。この町は、連邦道B289とB303に面している。

## 地理

### 自治体の構成
この町は、公式には4つの地区 (Ort) からなる。このうち小集落や孤立農場などを除く集落は、首邑のルートヴィヒショルガストのみである。

### 位置
ルートヴィヒショルガストは、フランケンヴァルト自然公園とオーバーフランケン東部計画地域に位置する。

## 歴史
この町はバンベルク大司教区の東の最前線であり、1200年頃に円形の塔を持つ山城が築かれた。1476年3月28日にヘンネベルク司教フィリップから市場開催権が与えられた。この町はフス戦争やブランデンブルク＝クルムバッハ辺境伯アルブレヒト・アルキビアデス治世下の農民戦争、さらには三十年戦争や七年戦争でも破壊された。バンベルク司教領に置かれたアムトは世俗化後、バイエルン主導で行われたプロイセンとバイエルンの和約で1803年にバイロイト侯領となるが、1807年にはティルジットの和約によってフランスのものとなった。1810年のバイエルン王国とフランスとの条約でバイロイト及びブレヒテスガーデンの諸侯領およびレーゲンスブルク侯領がバイエルンに編入された。バイエルン王国の行政改革に伴う自治体令により1818年に現在の自治体が成立した。

### 人口
この地域の人口は、1970年に984人、1987年に881人、2000年には1,021人であった。

## 引用
1. ↑  https://www.statistikdaten.bayern.de/genesis/online?operation=result&code=12411-003r&leerzeilen=false&language=de Genesis-Online-Datenbank des Bayerischen Landesamtes für Statistik Tabelle 12411-003r Fortschreibung des Bevölkerungsstandes: Gemeinden, Stichtag (Einwohnerzahlen auf Grundlage des Zensus 2011)
2. ↑  Bayerische Landesbibliothek Online